# 1er octobre 2018
Le mardi 1er octobre 2018 est le 274e jour de l'année 2018.

## Décès
Par ordre alphabétique.
- Charles Aznavour, auteur-compositeur-interprète français.
- Marianne Mako, journaliste française

## Événements
- élections législatives au Québec, qui marquent la fin de 48 ans d'alternance entre libéraux et indépendantistes avec la victoire de la Coalition avenir Québec ;
- Le Prix Nobel de physiologie ou médecine est décerné à James Allison et Tasuku Honjo pour leurs travaux sur la thérapie du cancer.
- Les conditions de l'Accord États-Unis-Mexique-Canada (AÉUMC), qui succède à l'ALÉNA, sont officiellement acceptées par les trois États membres ;
- La Cour internationale de justice déboute la Bolivie de sa requête contre le Chili d'avoir un accès à la mer.